# Oost-Pruisen
Oost-Pruisen was een provincie in het uiterste noordoosten van Pruisen, meer in het bijzonder van het koninkrijk Pruisen, dat bestond vanaf 1701. 

## Achtergrond
Oorspronkelijk was Oost-Pruisen het stamland van de Oude Pruisen, een volk waarvan de naam overging op de Duitstalige bevolking en op de bevolking van de staat Pruisen. Later maakte het deel uit van de staat van de ridders van de geestelijke Duitse Orde. Sinds 1525 was het een seculier hertogdom Pruisen onder het huis Brandenburg, later aangeduid als huis Hohenzollern. In 1618 werd het gebied verenigd met de veel westelijker, rondom Berlijn gelegen, mark Brandenburg. Toen dit hertogdom in 1701 tot koninkrijk verheven werd, nam het de naam koninkrijk Pruisen aan. Toen in 1772 bij de Tweede Poolse Deling West-Pruisen door het koninkrijk Pruisen werd geannexeerd zouden twee provincies gevormd worden. 
Van 1871 tot 1918 maakte Pruisen deel uit van het Duitse Keizerrijk. In 1919 werd het grootste deel van West-Pruisen bij het Verdrag van Versailles weer bij het heropgerichte Polen gevoegd. Enkele voornamelijk Duitstalige sprekende gebieden rondom de steden Elbing, Marienburg en Marienwerder werden deel van Oost-Pruisen. De stad  Danzig kwam als vrije stad onder gezag van de Volkenbond. Na de Duitse inval in Polen in 1939, werden alle gebieden opnieuw opgenomen als gouwen in het Derde Rijk (nazi-Duitsland).  
In 1945 werd Oost-Pruisen verdeeld: het zuiden van het voormalige Oost-Pruisen kwam bij Polen als woiwodschap Ermland-Mazoerië, het noorden bij de Sovjet-Unie als oblast Kaliningrad. Het Memelland, een strook ten noorden van de rivier de Memel, dat tussen 1923 en 1939 ook bij Litouwen hoorde, werd in 1945 deel van de toenmalige Litouwse Socialistische Sovjetrepubliek en is sinds 1990 onderdeel van de Baltische republiek Litouwen.
Van 1944 tot 1950 werd het gebied door de bevolking verlaten. In het laatste jaar van de Tweede Wereldoorlog sloegen zij op de vlucht of werden ze geëvacueerd. Na de intocht van het Sovjetleger kwamen een groot aantal achterblijvers om het leven door oorlogsgeweld, honger, uitputting, dwangarbeid en gebrek aan voedsel en medische zorg.
In het door de Sovjet-Unie ingelijfde gebied van Koningsbergen (sinds 1948: Kaliningrad) vestigden de zich naast andere bevolkingsgroepen uit de gehele Sovjet-Unie voornamelijk etnische Russen.
Alleen in het uiterste zuiden (Mazoerië) stonden de Poolse autoriteiten toe dat tweetalige Duitsers er mochten blijven wonen.

## Geschiedenis

### Middeleeuwen
De oorspronkelijke bewoners van de latere landstreek Oost-Pruisen waren Baltische stammen: de Pruzzen (Pruisen), die met andere regionale stammen,  zoals de noordelijker wonende Litouwers en de Letten, etnisch samenhingen. Vanuit de Pruzzische nederzetting Truso (nabij het huidige Poolse Elbląg) voerden zij handel met Scandinavië. Dit Pruisen, later verdeeld in West- en Oost-Pruisen, kwam sinds circa 1220 in handen van de Duitse Orde, een orde van ridders uit het Duitse Rijk die in Jeruzalem, in het Heilige Land, een geestelijke gelofte hadden afgelegd en na hun terugtrekking uit het Heilige Land, met steun van Rome, hun bekeringskruistochten mochten voortzetten in oostelijk Europa. Dat gold in de eerste plaats de heidense Pruzzen. In een aantal veldtochten werden deze Pruzzen met geweld onderworpen door de ridders, die daarna het land bestuurlijk inrichtten op een voor de tijd zeer moderne wijze. Zij stichtten een dicht netwerk van tientallen burchten, legden daarbij versterkte stadjes aan en bevolkten deze met immigranten uit het noordwesten van het Duitse Rijk waaronder ook de toenmalige Nederlanden begrepen moeten worden. Op het platteland werden honderden dorpen ingericht en eveneens bevolkt met migranten uit het westen van Duitsland en uit de Nederlanden, en toen deze stroom opdroogde werden boeren uit Silezië aangetrokken. Dit proces maakte deel uit van de zogenaamde Oostkolonisatie.
Nadat de Duitse Orde tussen 1230  en 1280 het gebied, na het onderdrukken van enkele opstanden, voorgoed onder in haar controle gebracht had, werd de bevolking gekerstend. Op en rond de locatie van een van de Pruisische burchten ontstond de latere Oost-Pruisische hoofdstad Königsberg (Koningsbergen). In deze en tientallen andere maar kleinere steden vestigde zich overwegend (Neder-) Duitse koop- en ambachtslieden, terwijl op het platteland naast (Neder-)Duitse boerenmigranten zich nog lange tijd de Pruzzische bevolking handhaafde.

### Getalsmatige bevolkingsontwikkeling tussen 1400 en 1700
Om de geschiedenis van Oost-Pruisen te begrijpen moet de bevolkingsontwikkeling als uitgangspunt dienen. Deze had een dramatisch karakter. Bij het begin van de inrichting van de staat van de Duitse Orde, in 1230, woonden 140.000 Pruzzen en 50.000 Mazoeren (Polen) in het gebied van de Orde dat door een tienduizendtal Duitse geestelijke 'ridders' werd beheerst. In 1400, op het hoogtepunt van de macht van de Orde, hielden Pruzzen en Polen, en inmiddels door kolonisatie sterk toegenomen Duitsers elkaar nog getalsmatig in evenwicht: beide telden 140.000, hoewel de laatsten economisch en politiek domineerden, niet alleen door de suprematie van de Orde maar ook vooral door hun positie als stedelijke burgerij. Het Duitstalige element bepaalde ook de westelijke plattelandsstreken, ondanks dat Pruzzen daar samenhangende groepen dorpen bewoonden en zelfs nog lang een grote meerderheid vormden in (Samland, het dichtbevolkte gebied ten noorden van Königsberg. In de 16de eeuw, na de vestiging van de lutherse reformatie, smolten beide volken steeds meer samen en dat werd bevorderd door de verslechtering van de rechtspositie van de 'Duitse' boeren die zich nauwelijks meer onderscheidde van die van de Pruisische boeren. Aan het einde van de 17e eeuw zouden de laatste sprekers van het Pruzzisch verdwenen en een nieuwe spreektaal in algemeen gebruik gekomen zijn: Nederpruisisch dialect naast het Hoogduits dat gebruikt werd in de steden en het bestuur. 
Inmiddels stagneerde de bloei van Oost-Pruisen al sinds het begin van de 15e eeuw, toen het koninkrijk Polen de Orde overvleugelde en in 1466 een vrede tot stand kwam waarbij de Orde het Kulmerland en her Ermland en de belangrijkste steden moest afstaan. Opmerkelijk was de verwoestende inval van Tataren in 1656, die 34.000 mensen uit de oostelijke districten meenamen en een epidemie veroorzaakten die veel meer slachtoffers maakte. In de 16e en 17e eeuw stagneerde de bevolkingsgroei en epidemieën deden het aantal bewoners zakken tot onder het niveau van 1400. De bevolkingsteruggang leidde ertoe dat grote aantallen Litouwers en Polen (Mazoeren) werden aangetrokken. Een nieuwe pestepidemie in 1709-1711 deed het bevolkingsgetal dalen tot de helft, waarop de Pruisische koning besloot protestantse vluchtelingen uit Frankrijk en Oostenrijk en ook opnieuw kolonisten uit Polen en Litouwen aan te trekken. De eersten werden in de oostelijke landstadjes gevestigd, de laatsten in de leegstaande boerderijen die in grotere bedrijven werden samengevoegd en in handen van grootgrondbezitters (Junker) kwamen.

### Politieke verhoudingen
De seculiere adel kwam voort uit de Ordensridderschap die stamde uit lagere adel afkomstig uit het noordwesten van het Duitse Rijk, met name Westfalen, maar voor een ander deel ook uit de Pruzzische stamhoofden die het Ordensgezag hadden aanvaard. Zij vormden tezamen een basis van het latere Pruisische Junkertum.
De Duitse Orde moest bij de Vrede van Thorn (1466) de Poolse koning als leenheer erkennen. In 1525 werd het gebied geseculariseerd als erfelijk hertogdom (hertogdom Pruisen) onder de laatste grootmeester van de Orde Albrecht van Brandenburg-Ansbach, die met zijn ridderschap was overgegaan naar het lutheranisme.

### Secularisatie van de Duitse Orde in een hertogdom
In 1525 werd het gebied van de Duitse Orde een erfelijk hertogdom (hertogdom Pruisen) onder de laatste grootmeester van de Orde Albrecht van Brandenburg-Ansbach, die met zijn ridderschap was overgegaan naar het lutheranisme. Om het lutherse geloof ook onder de plattelandsbevolking post te laten vatten, liet Albrecht een catechismus in het Pruzzisch maken, het eerste en laatste document in een taal die weldra zou uitsterven. Ook voor de Litouws- en de Poolssprekende onderdanen in het multi-etnische hertogdom verschenen catechismusboeken, uitgegeven door de theologische faculteit van de universiteit van Koningsbergen waar 7 van de 24 stipendium-studenten werden voorbereid op een pastoraat onder deze drie niet Duitssprekende bevolkingsgroepen. De hertogen waren zich bewust van hun zwakke positie en het belang van goede betrekkingen met de omringende vorsten, vooral met de Poolse koning die ze als leenheer moesten erkennen. Het in het midden van Oost-Pruisen gelegen bisdom Ermland of in het Pools Warmia, met steden als Frauenburg (Frombork) en Allenstein (Olsztyn), vormde een grote enclave van ongeveer een zevende deel van het oppervlak van wat later de provincie Oost-Pruisen zou heten. Door de vruchtbaarheid van zijn bodem was het dichtbevolkt. Het bleef als rooms-katholiek bisdom onder rechtstreekse bescherming van de Poolse koning.

### Hertogdom en koninkrijk Pruisen
Na de dood van Albrecht Friedrich (1608) viel het hertogdom toe aan Johann Sigismund, keurvorst van Brandenburg. Deze hertog had voorkeur voor de calvinistische richting binnen het protestantisme en riep daarmee grote weerstand van de steden op. Na hem volgden Georg Wilhelm (1619-1640), Friedrich Wilhelm (1640-1688) en Friedrich III die in 1701 zichzelf het koningschap toekende en Pruisen en Brandenburg onder zijn soevereiniteit verenigde. De Poolse koning had inmiddels als leenheer zijn positie grotendeels verloren en als formaliteit werd ze nu afgedaan. In januari 1701 werd in de Koningsberger domkerk Frederik I tot eerste koning in Pruisen gekroond, wat Koningsbergen enkele decennia lang de status van hoofdstad van het nieuwe koninkrijk Pruisen verleende. Pas een eeuw later, toen de keizerlijke soevereiniteit van het Duitse Rijk (Heilige Roomse Rijk) over het Brandenburgse hertogdom werd afgeschaft, kon de koning in Pruisen een koning van Pruisen worden.
Inmiddels had de Dertigjarige Oorlog met de lasten die, op weg naar Polen doortrekkende Zweedse legers met zich meebrachten, een negatieve weerslag gekregen op de economische ontwikkeling van Oost-Pruisen. De lutherse hertog had zich verbonden zich met de Zweedse koning en kreeg daarom gewapende invallen van de katholieke Poolse koning te duchten. Bij de vrede van 1648 gold het land als verarmd. 
De toenmalige bevolkingssamenstelling geeft haar multi-etnische karakter aan: bijna 60% van de bevolking was (Neder-)Duitstalig, waarbij demografen berekenen dat een ruime helft daarvan van Pruzzische afkomst moet zijn geweest. De overige en kleinere helft van de bevolking bestond dan voor twee gelijke delen uit 'Litauers' en  'Mazoeren'. Zij woonden respectievelijk in de oostelijke en zuidelijke, minder ontwikkelde, gebieden. Deze  ondergingen in 1656 een verwoestende inval van Tataren uit Rusland waarin tientallen stadjes en dorpen geplunderd en enkele tienduizenden mensen vermoord dan wel naar het oosten weggesleept werden. Onder de achterblijvers braken epidemieën uit die de bevolking nog verder uitdunden. Zij verminderde met in totaal 50.000 mensen. De hertog besloot tot ‘repeuplierung’ dat wil zeggen landverbetering en kolonisatie met burgers en boeren van elders. In de steden werden Schotten en ‘Hollanders’ gevestigd, en daaromheen ook mennonieten, vooral in de delta van de stad Danzig. Ook landloze boeren en landarbeiders uit Zwitserland en de zuidwestelijke staten van het toenmalige Duitse Rijk werden aangetrokken. De lijfeigenschap in het koninkrijk Polen-Litouwen bracht boeren vandaar ertoe om over de grenzen naar Oost-Pruisen uit te wijken. Na 1685 kwamen duizenden uit Frankrijk verdreven hugenoten naar Oost-Pruisen, die  vooral in de steden vestigden. Van dichterbij, over de grenzen, kwamen Litouwers en Polen. De eersten vestigden zich in de deels ontvolkte oostelijke districten (ook wel 'Litauen' genoemd). De laatsten in de zuidelijke districten die al lang Mazoerië werden genoemd naar de Poolse grensstreek Mazovië van waaruit zich al in de 15de eeuw 'Mazoeren' hadden gevestigd. Deze 'Litauers' en 'Mazoeren' conformeerden zich aan de lutherse reformatie en dat verwijderde hen definitief van hun volk van afkomst in het contra-reformatorische koninkrijk Polen-Litouwen. 
Oorlogen, misoogsten, hongersnood en ten gevolge daarvan uitgebroken pestepidemieën, met name in de jaren 1706-1711, deden de 'Repeupliering' grotendeels weer teniet. De bevolking nam daardoor af tot 360.000. Mazoerië werd getroffen met een verlies van 40.000 bewoners, een derde van de Mazoeren. Maar vooral in de oostelijke districten – 'Litauen' genaamd – verdwenen 100.000 bewoners en dat betekende een grootschalige ontvolking. Drie vierde deel van de Litause bevolking verdween. In totaal werden meer dan 26.000 boerderijen verlaten. De grondlasten voor de overgebleven boeren stegen en velen moesten hun zelfstandigheid opgeven en zich verkopen in lijfeigenschap. Voor de herbevolking werden opnieuw elders in Europa verdrukte minderheden geworven – calvinisten uit Frankrijk (hugenoten) en Nassau-Giessen, mennonieten uit de Palts en Zwitserland, en lutheranen uit Salzkammergut – geworven en daarnaast ook weer landloze boeren uit Litouwen en Polen. Twintig dorpen in de getroffen gebieden kregen de status van stad en daarmee ruimere economische armslag. De tienduizenden nieuwe inwoners vermeerderden zich zo snel dat rond het midden van de eeuw het oude bevolkingsaantal weer was bereikt. In totaal zou de, in 1701, tot koning Frederik I van Pruisen gekroonde hertog tussen 1711 en 1730 met zijn ambitieuze herbevolkingsplannen 70.000 kolonisten kunnen vestigen. Een bijzondere groep vormden 15.000 Salzburgers. Zij kamen uit lutherse dorpsgemeenschappen in Salzkammergut die door de bisschop van Salzburg uitgewezen werden als zij zich niet wilden confirmeren aan de door hem verplicht gestelde Contrareformatie. Eindelijk kon Oost-Pruisen zich dan toch gaan ontwikkelen en dat in een snel tempo: na de pestepidemie was de bevolking in een paar generaties in 1740 al weer van 500.000 tot het oude niveau van 600.000 vermeerderd. Het land was in die tijd nog steeds maar minder etnisch gevarieerd. (Neder-)Duitstaligen vormden nu twee derde, en 70.000 'Mazoeren' en 40.000 'Litauers' nog een derde van de bevolking. De 'Mazoeren' zouden als eigen bevolkingsgroep standhouden; de 'Litauers' gingen op in de Duitse kolonistenbevolking omdat hun gemeenschapsstructuur de slagen niet te boven kon komen (alleen in het Memelland bleef de bevolking voor een groot deel tot in de 20ste eeuw Litouws spreken). De Zevenjarige Oorlog (1756-1763) ging gepaard met zware heffingen en confiscaties, maar eind 18e eeuw was Oost-Pruisen toch hersteld van de door epidemieën en oorlogen toegebrachte slagen. In de 18de eeuw groeide de bevolking aan tot 600.000. De hoofdstad Koningsbergen bloeide als tevoren, doordat haar economie gevestigd was op de handel met Rusland en Polen. De wereldberoemde filosoof Immanuel Kant, hier ook geboren, werkte aan de universiteit, die een grote reputatie had en uit geheel oostelijk Midden-Europa, maar vooral uit het Balticum studenten aantrok.

### De napoleontische tijd
In 1806 werd het koninkrijk Pruisen door Napoleon verslagen. In het verlengde hiervan trok zijn leger in 1807 Oost-Pruisen binnen en leverde twee veldslagen bij Preußisch Eylau en Friedland. In deze veldslagen werd het land gebrandschat en vielen aan beide zijden tezamen zo'n honderdduizend soldaten. Kort daarop sloot Napoleon in de stad Tilsit vrede met de koning van Pruisen en de tsaar van Rusland, de zogenaamde Vrede van Tilsit. Bij die gelegenheid probeerde koningin Louise van Pruisen de Franse keizer in een gesprek tot mildere vredesvoorwaarden te bewegen, echter bleef dit zonder resultaat. Wel heeft dit optreden belangrijk bijgedragen tot Louises grote populariteit. Oost-Pruisen was in deze laatste fase van Napoleons heerschappij, met het oog op de invasie van Rusland, de verzamelplaats van honderdduizenden soldaten van de Grande Armée. Zij beroofden het land van zijn in de tweede helft van de 18e eeuw teruggewonnen welvaart. De plaatselijke stadsbesturen moesten de Franse garnizoenen onderhouden en zoals een eeuw daarvoor braken weer hongersnoden en epidemieën uit waaraan opnieuw een aanzienlijk deel van de bevolking ten offer viel. Opnieuw was minstens een halve eeuw nodig om het bevolkings- en welvaartspeil van vóór de eeuwwisseling te herstellen. Tussen 1750 en 1850 en opnieuw tussen 1850 en 1945 verdubbelde de bevolking, ondanks een aanzienlijke emigratie naar het westen van Duitsland en Amerika. In de bevolkingsontwikkeling speelden Pruisische bestuurlijke hervormingen een grote rol. Zij begonnen in Oost-Pruisen en werden daarna in het overige koninkrijk Pruisen doorgevoerd met als begin de opheffing van de horigheid van de boeren. Eerst had dit een verdubbeling van het geboortecijfer ten gevolge maar de groei daalde weer door een vertrekoverschot. De 'boerenbevrijding' gaf de plattelandsbevolking weliswaar eigendom en vestigingvrijheid, maar deze gebruikten velen om hun schamele bezit te verkopen en elders een bestaan op te gaan bouwen. Alleen de liberale hoofdstad Koningsbergen profiteerde van de hervormingen en groeide in de eerste helft van de 19e eeuw uit tot de tweede stad van Pruisen, na Berlijn. Haar economische basis lag minder in de landbouweconomie van haar omgeving dan in de transithandel vanuit Rusland en Polen.

### De provincie Oost-Pruisen, 1772-1918
De naam Oost-Pruisen was ingevoerd nadat Frederik de Grote, de kleinzoon van Frederik I, bij de Eerste Poolse Deling (1772) Ermland, en de West-Pruisische gebieden Pommerellen en Kulmerland had verworven. Deze nieuwe aanwinsten kregen in 1773 officieel de naam West-Pruisen, als een naam die zij al in de middeleeuwen hadden bezeten toen dit gebied nog onder de Duitse Orde behoorde. Oost- en West-Pruisen waren van 1824 tot 1829 in personele unie en van 1829 tot 1878 in reële unie als een provincie Pruisen verenigd. Sinds 1871 maakten de provincies deel uit van het in dat jaar opgerichte Duitse Keizerrijk. Binnen Oost-Pruisen bleef de bevolking van het Ermland door zijn traditionele katholicisme een afzonderlijke culturele eenheid. Ook de deels gepoloniseerde en katholieke adel van dit gebied voegde zich niet naadloos in het Pruisische 'Junkertum'.
De regionale landadel (de preussische Junker) waarvan een aantal zeer grote domeinen bezat, was, samen met de adel in de overige provincies ten oosten van de Elbe, de basis van een belangrijke politiek-conservatieve factie in het Duitse Rijk, waarop kanselier Otto von Bismarck zijn macht kon vestigen. Hoewel in de hoofdstad Koningsbergen een liberaal klimaat heerste, behield het platteland een uitgesproken feodaal karakter. Na 1855 kwam er een bredere basis voor regionale economische groei door de ontwikkeling van een spoorwegnet dat de verwerking en het vervoer van landbouwproducten en het toerisme aan de Oostzeekusten bevorderde.

### De Eerste Wereldoorlog, 1914-1918
De Eerste Wereldoorlog bracht opnieuw oorlog in het land. Russische legers vielen in augustus 1914 binnen en veroverden het gehele oosten en zuiden. De nederlaag in de Slag bij Tannenberg drong ze na een maand terug, maar ze probeerden het – tevergeefs – nog twee maal. In die periode sneuvelden er 100.000 Russische soldaten en vielen er 10.000 Pruisische burgerslachtoffers. Een half miljoen mensen moesten vluchten, 40.000 gebouwen werden geheel of ten dele verwoest. 40 stadjes en 1.900 dorpen werden platgebrand en alle vee verdween naar Rusland. Snel na 1915 werden de verwoeste steden heropgebouwd met de hulp van grote steden in overig Duitsland. Voor zover niet opnieuw verwoest in 1945 zijn deze vernieuwingen voorbeelden van het Duitse modernisme van de jaren twintig. Ondertussen had de bevolking in de oorlogsjaren wel te lijden aan gebrek aan voedsel en na de Duitse nederlaag in 1918 werden in de hoofdstad Koningsbergen communistische arbeidersraden geïnstalleerd waartegen de 'Gutsbesitzer' op het platteland zich bewapenden.

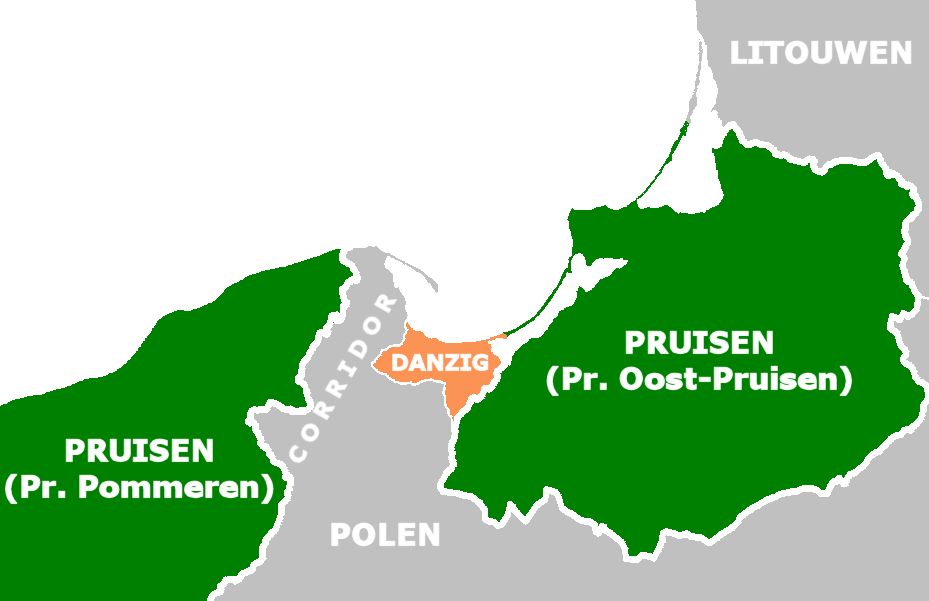
Oost-Pruisen, de vrije stad Danzig en de Poolse Corridor in 1923

### Verdrag van Versailles, 1919
Na de Duitse nederlaag in de Eerste Wereldoorlog moest het land conform het Verdrag van Versailles (1919) verschillende gebieden afstaan. Van Oost-Pruisen kwam de stad Soldau aan het heropgerichte Polen dat geheel Oost-Pruisen had willen annexeren. Om daaraan tegemoet te komen, besloten Engeland en Frankrijk de bevolking te laten beslissen, althans de 700.000 inwoners van het zuidelijk deel van de provincie, die voor 40% Pools (Mazoerisch) als moedertaal spraken. Slechts een handvol procenten koos voor aansluiting bij Polen want de lutherse Mazoeriërs in dit gebied waren politiek uitgesproken Duitsgezind. Onder protest en tot teleurstelling van het heropgerichte Polen bleef het gebied dan ook bij Duitsland. Nog steeds wordt in de Poolse historische beschouwingen deze volksstemming voorgesteld als een gevolg van manipulatie, bedrog en bedreiging. De uitslag en de politieke sfeer na 1919 kunnen dat overigens geenszins bevestigen. 
Het in kleine meerderheid Litouwssprekende Memelland in het noordoosten van de provincie werd door de nieuw opgerichte staat Litouwen opgeëist, maar in afwachting van een mogelijke volksraadpleging onder geallieerd toezicht geplaatst. De bedoeling was om hier evenals in de vrije stad Danzig een vrijstaat te vestigen. Litouwen bezette het gebied met 140 duizend inwoners in 1923 en de geallieerden legden zich daarbij neer onder voorwaarde van een zekere autonomie, die werd geregeld in het Memel-statuut.
Aangezien Duitsland de provincie West-Pruisen, nu aangeduid als 'Poolse Corridor', grotendeels aan Polen had moeten afstaan, was Oost-Pruisen sindsdien een exclave die door deze Poolse Corridor, en de vrije stad Danzig geografisch van de rest van Duitsland was afgescheiden. Op Koningsbergen na had zich weinig moderne economische ontwikkeling voorgedaan in het voornamelijk agrarische Oost-Pruisen. Het isolement zorgde dat het economisch bergafwaarts ging nu het gebied afgesneden was en door Polen nog eens nadrukkelijk geïsoleerd werd met het opwerpen van hindernissen voor het verkeer met overig Duitsland. De Poolse strategie was om Oost-Pruisen ertoe te brengen zijn plaats in Polen te kiezen. Duitsland zou dat tegengaan want de geïsoleerde en bedreigde provincie had voor de Duitse historisch-nationale beleving een iconische betekenis gekregen (zie Duitse Orde). De provincie kreeg omvangrijke rijkssubsidies voor landbouwhervormingen, en de wederopbouw van de verwoeste steden in het zuidelijk deel in moderne vormen. De onvrede onder de Oost-Pruisische bevolking groeide niettemin weer door de economische crisis die in 1929 uitbrak en dat deed de aanhang van de nationalistische partijen toenemen. Een bijkomend gevolg van de integratie in het moderne Duitsland was dat het gebruik van Pools (Mazoerisch) en Litouws – in de 19e eeuw nog door een derde van de bevolking als moedertaal gesproken – na de Eerste Wereldoorlog verminderde tot minder dan een tiende onder de jongste generatie. Bij lokale verkiezingen eind 1932 behaalde de NSDAP al even meer dan 50% in Oost-Pruisen. Zodoende werd Oost-Pruisen een van de eerste bolwerken voor de nieuwe orde van de nationaalsocialisten, die in de volgende jaren een grootschalig grondontginnings- en werkgelegenheidsprogramma opzetten met als gevolg dat de landbouw- en veeteeltproductie alleen al in het economisch marginale zuiden en oosten van de provincie met de helft steeg. De nationale aanpassing in deze gebieden werd geïntensiveerd tijdens de naziperiode door het verbod in het openbaar en in de kerk op het gebruik van andere talen dan het Duits. De topografie onderging in 1938 een cosmetische germanisering door de vervanging van 1.500 dorps- en stadsnamen met een Poolse of Litouwse naamsachtergrond door 'correcte' Duitse nieuwe namen.
In het door Polen geannexeerde West-Pruisen (zie ook Poolse Corridor) werd daartegenover de Duitse bevolking in de periode 1919-1939  gediscrimineerd en verdwenen zij grotendeels en met hen de Duitstalige topografische namen. Ook in het Memelland was sprake van achterstelling en rechtsongelijkheid van Duitstalige bewoners, al ging de Litouwse nationale overheid hierbij veel minder ver dan de Poolse. In 1939 dwong Duitsland Litouwen om het Memelland weer af te staan. Niet veel later zou ook West-Pruisen na de Duitse inval in Polen ge(re)annexeerd worden.
In 1940 omvatte Oost-Pruisen 39.840 km² en 2.649.017 inwoners, vrijwel allen Duitse staatsburgers, waaronder nog enkele honderdduizenden die, althans volgens taalkundige criteria, tot etnisch Litouwse en Mazoerische (Poolse) minderheden gerekend konden worden. Inmiddels spraken zij allen in het openbaar Duits onder dreiging van strafmaatregelen.

### Tweede Wereldoorlog, 1939-1945
In de Tweede Wereldoorlog diende Oost-Pruisen als uitvalsbasis voor de invasie van de Sovjet-Unie. Later in de oorlog bleef de provincie belangrijk als voorpost en, toen de Duitse legers teruggedreven werden, als verdedigingsbastion. Door de moeilijke bereikbaarheid voor de geallieerde luchtmacht werd de provincie ook een toevluchtsoord voor enkele tienduizenden Duitsers die hun huizen hadden verloren in de massale bombardementen op de westelijker steden, en voor de naziautoriteiten die in Berlijn steeds meer bedreigd werden. In de zogenaamde Wolfsschanze bij Rastenburg vestigde Hitler het hoofdkwartier voor het Oostfront. Daar werd de (mislukte) aanslag op hem gepleegd door officieren onder leiding van Claus Schenk von Stauffenberg. In de laatste fase van de oorlog en de naderende val van het Derde Rijk, riep Hitler Koningsbergen uit tot vesting. Dat zou de ondergang van deze stad als Duitse stad worden.
Nadat de legers van de Sovjet-Unie in het najaar van 1944 al een klein gedeelte van Oost-Pruisen hadden bezet, liepen zij in januari 1945 de rest van deze oostelijkste provincie van Duitsland onder de voet, ondanks heftige Duitse militaire weerstand. Inmiddels werd het de bevolking door de nationaalsocialistische autoriteiten verboden om te vluchten. Nadat de nazileiding zelf de wijk had genomen, werden door de dorpsgemeenschappen zelf karavanen van paarden en wagens ('Trecks') georganiseerd die tijdens een extreme winterkoudegolf naar het westen trokken, onderweg beschoten en gebombardeerd door het Sovjetleger. Honderdduizenden kwamen daarbij om het leven.
De plunderingen, massamoorden en massaverkrachtingen door Sovjet-soldaten in Oost-Pruisen en later in andere delen van Duitsland worden vaak als reactie op de wrede bezettingspolitiek van de nationaalsocialisten in de Sovjet-Unie gezien, een handelwijze die ook in andere door Sovjet-troepen bezette gebieden en vooral ten aanzienǰ Volksduitsers plaatsvond, zoals in delen van Roemenië en Joegoslavië. In Oost-Pruisen werd daarvoor vooral het uitgemoorde dorp Nemmersdorf als symbool bekend, omdat het al in de herfst 1944 tijdelijk veroverd en daarna weer door Duitse troepen heroverd werd. Wat in dit dorp werd aangetroffen is gedocumenteerd en diende de propaganda van Joseph Goebbels om de Duitsers in bioscoopjournaals te waarschuwen dat overgave aan de Sovjets onvermijdelijk een gruwelijke dood betekenende, zodat er geen andere weg was dan verzet tot het uiterste.

### Annexatie en verdeling door Polen en de Sovjet-Unie na 1945
Na de oorlog verloor Duitsland de soevereiniteit over Oost-Pruisen en werd het gebied in tweeën verdeeld. Het noordelijk deel ging naar de Sovjet-Unie en werd opgenomen in de RSFSR als de oblast Kaliningrad (Konigsbergen werd hernoemd tot Kaliningrad). Het zuidelijk deel werd opgenomen in Polen ter compensatie van de annexatie van een groot deel van Oost-Polen dat door de Sovjet-Unie werd geannexeerd. Het Pools in 1945 geworden zuidelijk deel van Oost-Pruisen vormt nu de woiwodschap Ermland-Mazoerië.
De oorspronkelijk aanwezige bevolking van 2,4 miljoen mensen was in de laatste dagen van de oorlog al voor een groot deel naar westelijkere streken van Duitsland gevlucht voor het oprukkende Rode Leger. Minstens 300.000 mensen kwamen om het leven tijdens de vlucht en door oorlogsgeweld, en na de Sovjet-bezetting door moord, honger en ziekten en ook in dwangarbeiderskampen waarheen tienduizenden gedeporteerd werden. De overlevenden werden van 1945 tot 1950 bijna allemaal naar Duitsland uitgewezen. Aanvankelijk mochten nog 200.000 bewoners van Mazoerië blijven, althans voor zover zij het Poolse dialect van deze landstreek machtig waren. Deze autochtone bevolking werd verboden Duits te gebruiken, ook in hun lutherse kerkdiensten. Zij moesten hun kerkgebouwen gaan delen met de rooms-katholieke Poolse en met Oekraïense immigranten die hen vaak de toegang en het gebruik bemoeilijkten en zelfs ontzegden. Uiteindelijk vertrok in de latere jaren vijftig de helft van de achtergebleven Duitse Mazoeriërs, en na 1970 nog eens ruim 55.000 mensen, voornamelijk naar West-Duitsland. Vooral de lutherse Mazoeriërs zijn vertrokken. In Mazoerië zijn ongeveer 10 tot 20 duizend mensen achtergebleven. De er zich nieuw gevestigde Poolse bevolking noemt zich nu ook Mazoeriër.
In de Bondsrepubliek Duitsland ontstonden verenigingen van vluchtelingen uit Oost-Pruisen en andere vroegere Duitse gebieden (Bund der Vertriebenen). Deze probeerden de annexatie van hun woongebieden als onrechtmatig op de politieke agenda te houden. Formeel was dat inderdaad zo omdat de definitieve grenzen tussen Polen en Duitsland nog steeds op een internationale vredesconferentie moesten worden vastgelegd. In 1990 zijn in een bilateraal verdrag tussen Polen en het herenigde Duitsland de grenzen van na 1945 vastgesteld. 
In 1970 deed de Bondsrepubliek Duitsland voorwaardelijk, in 1990 na de hereniging van Duitsland definitief, afstand van aanspraken op Oost-Pruisen en de andere gebiedsdelen. Enkele Duitsers, waaronder nakomelingen van de verdreven Junkers, hebben na de toetreding van Polen tot de EU gebruikgemaakt van hun EU-burgerrecht om hun voorvaderlijke bezit terug te kopen. Om dat te bemoeilijken stelt Polen de eis dat buitenlanders alleen onroerend goed mogen kopen als Poolse staatsburgers daarin voor meer dan de helft participeren. Maar ook vermogende Polen en Russen zijn begonnen landgoederen op te kopen en te restaureren, enkelen zijn hotel geworden, maar de meeste zijn nog steeds in een staat van verval en afbraak, vooral als zij object van speculatie zijn geworden.

## Bestuurlijke indeling
| Bestuurlijke indeling van Oost-Pruisen | Bestuurlijke indeling van Oost-Pruisen |
| 31 december 1937 | 1 januari 1945 |
| Regierungsbezirk Allenstein | Regierungsbezirk Allenstein |
| Stadtkreis | Stadtkreis |
| --- | --- |
| 1. Allenstein | 1. Allenstein |
| Landkreise | |
| 1. Allenstein 2. Johannisburg 3. Lötzen 4. Lyck 5. Neidenburg 6. Ortelsburg 7. Osterode 8. Rößel (zetel: Bischofsburg) 9. Sensburg                                                               | 1. Allenstein 2. Johannisburg 3. Lötzen 4. Lyck 5. Neidenburg 6. Ortelsburg 7. Osterode 8. Rößel(zetel: Bischofsburg) 9. Sensburg |
| Regierungsbezirk Gumbinnen | |
| Stadtkreise | |
| 1. Insterburg 2. Tilsit | 1. Memel 2. Insterburg 3. Tilsit |
| Landkreise | |
| 1. Angerburg 2. Darkehmen 3. Goldap 4. Gumbinnen 5. Insterburg 6. Niederung (zetel: Heinrichswalde) 7. Pillkallen 8. Stallupönen 9. Tilsit-Ragnit (zetel: Tilsit) 10. Treuburg                   | 1. Angerapp 2. Angerburg 3. Ebenrode 4. Elchniederung (zetel: Heinrichswalde) 5. Goldap 6. Gumbinnen 7. Heydekrug 8. Insterburg 9. Memel 10. Schloßberg (voor 1938: Pillkallen) 11. Sudauen 12. Tilsit-Ragnit (zetel: Tilsit) 13. Treuburg (voor 1928: Marggrabowa) |
| Regierungsbezirk Königsberg | |
| Stadtkreis | |
| 1. Koningsbergen (Königsberg (Pr)) | 1. Koningsbergen (Königsberg (Pr)) |
| Landkreise | |
| 1. Bartenstein 2. Braunsberg 3. Fischhausen 4. Gerdauen 5. Heiligenbeil 6. Heilsberg 7. Koningsbergen 8. Labiau 9. Mohrungen 10. Preußisch Eylau 11. Preußisch Holland 12. Rastenburg 13. Wehlau | 1. Bartenstein 2. Braunsberg 3. Gerdauen 4. Heiligenbeil 5. Heilsberg 6. Labiau 7. Mohrungen 8. Preußisch Eylau 9. Preußisch Holland 10. Rastenburg 11. Samland (zetel: Koningsbergen) 12. Wehlau                                                                   |
| Regierungsbezirk West-Pruisen (zetel: Mariënwerder) | |
| Stadtkreis | |
| 1. Elbing | |
| Landkreise | |
| 1. Elbing 2. Mariënburg 3. Mariënwerder 4. Rosenberg 5. Stuhm | |
| Regierungsbezirk Zichenau | |
| Landkreise | |
| 1. Mackeim 2. Mielau 3. Ostenburg 4. Plöhnen 5. Praschnitz 6. Scharfenwiese 7. Schröttersburg 8. Sichelberg 9. Zichenau                                                                          | |

## Eerste presidenten (Oberpräsidenten)
- 1815-1829: Hans Jakob von Auerswald
- 1829-1878: deel van de provincie Pruisen
- 1878-1882: Carl Wilhelm Heinrich von Horn
- 1882-1891: Albrecht Heinrich von Schlieckmann
- 1891-1895: Udo zu Stolberg-Wernigerode
- 1895-1901: Wilhelm von Bismarck-Schönhausen
- 1901-1903: Hugo von Richthofen
- 1903-1907: Friedrich von Moltke
- 1907-1914: Ludwig von Windheim
- 1914-1916: Adolf Tortilowicz von Batocki-Friebe
- 1916-1918: Friedrich Wilhelm von Berg-Markienen
- 1918-1919: Adolf Tortilowicz von Batocki-Friebe
- 1919-1920: August Winnig
- 1920-1932: Ernst Siehr
- 1932-1933: Wilhelm Kutscher
- 1933-1945: Erich Koch